# Willow (pel·lícula)
Willow és una pel·lícula estatunidenca fantàstica de l'any 1988, dirigida per Ron Howard, amb guió de Bob Dolman, sobre una història de George Lucas, qui també en fou el productor, i protagonitzada per Warwick Davis, Val Kilmer, Joanne Whalley, Jean Marsh i Billy Barty. Davis interpreta el personatge principal del mateix nom i l'heroi: un agricultor reticent que té un paper fonamental en la protecció d'un nadó especial d'una reina tirànica en un món d'espases i bruixeria. S'ha doblat al català.
Lucas va concebre la idea de Willow el 1972. Va sondejar Howard per dirigir quan es trobaven en la fase de postproducció de Cocoon l'any 1985. Lucas creia que ell i Howard van compartir una relació similar a la que Lucas va tenir amb Steven Spielberg. Bob Dolman va ser contractat per a escriure el guió, i va fer set esborranys abans d'acabar a la darreria de 1986. Després, Willow es va enviar a la Metro-Goldwyn-Mayer; el rodatge va començar l'abril de 1987, i va acabar el mes d'octubre següent.
Gran part de la filmació va tenir lloc als estudis Elstree a Hertfordshire, Anglaterra, així com a Gal·les i Nova Zelanda. Industrial Light & Magic va crear les seqüències d'efectes visuals, el que va portar a un avanç revolucionari quant a tecnologia de transformació digital. Willow va estrenar-se el maig de 1988, amb crítiques mixtes. Va ser un èxit financer modest i va rebre dues nominacions als Premis de l'Acadèmia.

## Repartiment
| Actor                    | Personatge       |
| ------------------------ | ---------------- |
| Val Kilmer               | Madmartigan      |
| Joanne Whalley           | Sorsha           |
| Warwick Davis            | Willow Ufgood    |
| Jean Marsh               | Reina Bavmorda   |
| Patricia Hayes           | Fin Raziel       |
| Billy Barty              | High Aldwin      |
| Pat Roach                | General Kael     |
| Julie Peters             | Kaiya Ufgood     |
| David J. Steinberg       | Meegosh          |
| Phil Fondacaro           | Vohnkar          |
| Tony Cox                 | Guerrero Vohnkar |
| Robert Gillibrand        |                  |
| Mark Northover           | Burglekutt       |
| Kevin Pollak             | Rool             |
| Rick Overton             | Franjean         |
| Laura Hopkirk            | Elora Danan      |
| Gavan O'Herlihy          | Airk Thaughbaer  |
| María Holvoe             | Cherlindrea      |
| Michel Cotterill         | Druida           |
| Kate and Ruth Greenfield |                  |

## Premis i nominacions

### Nominacions
- 1989. Oscar a la millor edició de so per Ben Burtt i Richard Hymns.[5]
- 1989. Oscar als millors efectes visuals per Dennis Muren, Michael J. McAlister, Phil Tippett i Christopher Evans.[5]